# Панкратов, Алексей Станиславович
Алексей Станиславович Панкратов (род. 28 января 1990, село Донецкое, Переволоцкий район, Оренбургская область) — российский военнослужащий, майор. Командир зенитного ракетного дивизиона. Герой Российской Федерации (2022).

## Биография
Родился в январе 1990 года в селе Донецкое Переволоцкого района. Позднее вместе с матерью переехал в посёлок Дивнополье Соль-Илецкого района. Окончил 11 классов средней школы в посёлке Цвиллинга Соль-Илецкого района.
Окончив школу с отличием, поступил в Оренбургское зенитное училище, а после первого курса перешёл на учёбу в Военную академию войсковой противовоздушной обороны имени Маршала Советского Союза А. М. Василевского в Смоленске, которую окончил в 2013 году с красным дипломом.
С 2013 года — служит в войсках ПВО Сухопутных войск Вооружённых Сил России. Сначала служил в войсковой части под Уфой в Республике Башкортостан, затем в Пензенской области, где и в настоящее время проживает его семья.
По заявлениям Министерства обороны России, с 24 февраля 2022 года участвует во вторжении России на Украину.
Женат. Воспитывает дочь и сына.

## Награды
Указом Президента России Владимира Путина от 4 марта 2022 года удостоен звания Героя Российской Федерации.